# Срок погашения кредиторской задолженности
Срок погашения кредиторской задолженности (англ. Days payable outstanding или DPO) — один из финансовых коэффициентов эффективности деятельности компании, выражающийся в среднем количестве дней, в течение которых компания расплачивается со своими поставщиками. 
Рассчитывается следующим образом:
DPO = Объём кредиторской задолженности на конец периода/Себестоимость реализованной продукции (закупки)/Кол-во дней
DPO обычно рассчитывается за год или квартал. Количество дней берется соответствующее. Для более точной оценки DPO вместо объёма кредиторcкой задолженности на конец периода берется среднее его значение на начало и конец периода. Показатель дает оценку тому, насколько компания удерживает свои денежные средства.
DPO также используется для сравнения платежной политики различных компаний. Способность компании расплачиваться со своими поставщиками в кратчайшие сроки по сравнению со своими конкурентами означает, что компании предлагаются более выгодные условия кредита со стороны своих поставщиков. Поставщики могут определять условия оплаты своим потребителям в зависимости от их срока погашения кредиторской задолженности при осуществлении купли-продажи. 
Более длительный срок у компании может указывать на способность компании отсрочить платеж и удерживать денежные средства. Это может быть связано с улучшением условий с поставщиками. Однако, слишком долгий срок погашения является признаком того, что компания не имеет достаточного денежного потока для оплаты своих счетов (испытывает трудности с обеспечением достаточной ликвидности) и может прекратить свою деятельность в короткие сроки.
DPO также является важной частью «цикла оборота наличных средств», который измеряет DPO и связанные с ним срок погашения дебиторской задолженности и срок оборачиваемости запасов. Вместе все эти три показателя дают оценку времени (в днях), за которое платежи поставщикам (то есть инвестиции компании в товарно-материальные запасы и иные ресурсы) обращаются в денежные потоки от продаж (денежные поступления от потребителей). Оценка цикла оборота наличных дает представление о том, сколько денежных средств необходимо компании для самоподдержания.

## Внешние ссылки
- Basic Instruments of Working Capital Management